# Francisco Ferrera
Francisco (Cisco) Ferrera (El Cerro de Andévalo, 29 januari 1955) is een gewezen Spaans-Belgische voetballer en voetbalcoach. Hij is de broer van voetbalcoaches Emilio en Manu Ferrera, en de vader van Yannick Ferrera.

## Carrière
Francisco Ferrera werd geboren in Spanje, meer bepaald in het dorpje El Cerro de Andévalo. In 1962 vestigde hij zich met zijn familie in Schaarbeek. Ferrera sloot zich op 9-jarige leeftijd aan bij het plaatselijke CS Schaarbeek, dat later zou veranderen in Crossing Schaerbeek. Hij was net als zijn broers en vader een aanvaller.
Op 17-jarige leeftijd maakte Ferrera zijn debuut in het eerste elftal van Crossing Schaerbeek. De Brusselse club speelde toen nog in de hoogste afdeling, maar zakte later naar tweede klasse. Vervolgens kwam hij drie seizoenen uit voor Eendracht Aalst. Hij ruilde de club in 1980 in voor Olympic Charleroi, waar hij vier jaar bleef. Na twee seizoenen bij RRC Tournaisien sloot hij zijn carrière af bij het bescheiden KFC Liedekerke en RCS La Forestoise.
Na zijn spelerscarrière werd Ferrera, een meubelmonteerder van beroep, trainer bij La Forestoise en FC Ganshoren. Met die laatste club pakte hij de titel in tweede provinciale. Vervolgens trainde de oudste van de broers Ferrera ook Maccabi en RU Auderghem. Tot slot werd hij jeugdtrainer bij Union Saint-Gilloise en WS Woluwe. 
Naast het voetbal werd hij verkoper van voetbalartikelen van het sportmerk Select. Zijn oudere zus Francisca Ferrera zit in het bestuur van het bedrijf.
Francisco Ferrera is een grote supporter van RSC Anderlecht.